# Horné Strháre
Horné Strháre es un municipio del distrito de Veľký Krtíš en la región de Banská Bystrica, Eslovaquia, con una población estimada a final del año 2024 de 253 habitantes.
Se encuentra ubicado al suroeste de la región, en la cuenca hidrográfica del río Ipoly —un afluente izquierdo del Danubio— y cerca de la frontera con la región de Nitra y con Hungría.

## Demografía
| Año        | 1994 | 2004     | 2014    | 2024    |
| ---------- | ---- | -------- | ------- | ------- |
| Población  | 193  | 234      | 244     | 253     |
| Diferencia |      | +21,24 % | +4,27 % | +3,68 % |

| Año        | 2023 | 2024    |
| ---------- | ---- | ------- |
| Población  | 251  | 253     |
| Diferencia |      | +0,79 % |